# Braunkohlenkombinat Bitterfeld
Der VEB Braunkohlenkombinat Bitterfeld (BKK Bitterfeld) war ein Kombinat in der Deutschen Demokratischen Republik.
Das Kombinat war zuletzt für den Abbau von Braunkohle im Mitteldeutschen Braunkohlerevier in den Bezirken Halle und Leipzig verantwortlich. Mit Stand von 1990 wurden 21 Tagebaue und 24 Veredelungsanlagen betrieben.

## Geschichte
Zum Zeitpunkt der Kombinatsgründung zum Ende der 1960er Jahre war der VEB Braunkohlenkombinat Bitterfeld eine der VVB Braunkohle Halle-Merseburg untergeordnete Organisationseinheit. Nach Auflösung der VVB Braunkohle Leipzig-Borna und VVB Braunkohle Halle-Merseburg im Jahr 1968 war die VVB Braunkohle Cottbus-Senftenberg für die Braunkohlenindustrie auf dem ganzen Gebiet der DDR zuständig. Im Zuge einer abermaligen Umstrukturierung der Volkswirtschaft wurden VVB ab den 1970 als leitende Organe durch Kombinate abgelöst. Im Fall der VVB Braunkohle Cottbus-Senftenberg erfolgte die Auflösung 1980. Hiernach wurde der Braunkohlenbergbau über das Braunkohlenkombinat Senftenberg (zuständig für das Lausitzer Braunkohlerevier) und das Braunkohlenkombinat Bitterfeld (zuständig für das Mitteldeutsche Braunkohlerevier) geleitet.
Beide Kombinate unterstanden dem Ministerium für Kohle und Energie. Weitere zentral geleitete Kombinate im Zuständigkeitsbereich dieses Ministeriums sind in der Liste von Kombinaten der DDR aufgeführt.
Im Zuge der Wende und der anschließenden Wiedervereinigung wurde das Kombinat 1990 aufgelöst und zur Vereinigte Mitteldeutsche Braunkohlenwerke AG umfirmiert. Ab 1994 gingen aus dieser die MIBRAG, Romonta und die Mitteldeutsche Bergbau-Verwaltungsgesellschaft (MBV) hervor. Letztere wurde 1995 mit dem Lausitzer Pendant zur Lausitzer und Mitteldeutsche Bergbau-Verwaltungsgesellschaft (LMBV) zusammengeschlossen.

## Zugehörige Betriebe
Zum Kombinat gehörten zuletzt die folgenden Betriebe: 
- VEB Braunkohlenkombinat Bitterfeld, Stammbetrieb
  - Tagebau Goitzsche
  - Tagebau Golpa-Nord
  - Tagebau Gröbern
- VEB Braunkohlenwerk Borna
  - Tagebau Borna-Ost/Bockwitz
  - Tagebau Cospuden
  - Tagebau Espenhain
  - Tagebau Peres
  - Tagebau Witznitz
  - Tagebau Zwenkau
- VEB Braunkohlenwerk „Erich Weinert“ Deuben
  - Industriekraftwerk Deuben
  - Tagebau Profen
- VEB Braunkohlenwerk Geiseltal Großkayna
  - Tagebau Geiseltal
  - Tagebau Merseburg-Ost
  - Tagebau Mücheln/Braunsbedra
- VEB Braunkohlenwerk Regis
  - Tagebau Groitzscher Dreieck
  - Tagebau Schleenhain
- VEB Braunkohlenwerk „Gustav Sobottka“ Röblingen
  - Tagebau Amsdorf
  - Tagebau Nachterstedt/Schadeleben
  - Tagebau Wulfersdorf